# Mariusz Unierzyski
Mariusz Unierzyski (ur. 5 marca 1974 w Płońsku) – polski piłkarz występujący na pozycji obrońcy.
W polskiej ekstraklasie rozegrał łącznie 35 występów, zdobywając 1 gola, w węgierskiej pierwszej lidze zagrał 77 razy i zdobył 2 bramki.